# Vemod
Vemod (schwedisch für ‚Wehmut‘) ist das Debütalbum der schwedischen Progressive-Rock-Band Anekdoten. Es erschien im Jahr 1993 beim bandeigenen Label Virtalevy.

## Entstehung und Veröffentlichung
Nach den Anfängen als King-Crimson-Coverband nahmen Anekdoten 1991 und 1992 jeweils ein Demo mit Eigenkompositionen auf. Diese Stücke wurden im Frühjahr 1993 für das Debütalbum erneut eingespielt. Als Gastmusiker wirkten Per Wiberg und Pär Ekström mit. Für die japanische Version von 1995 wurde ein Bonus-Titel aufgenommen. Dieser erschien auch im Jahr 2011 auf einer limitierten, remasterten LP-Auflage.

## Titelliste
1. Karelia – 7:20
2. The Old Man & The Sea – 7:50
3. Where Solitude Remains – 7:20
4. Thoughts in Absence – 4:10
5. The Flow – 6:58
6. Longing – 4:50
7. Wheel – 7:52

Bonus-Titel
1. Sad Rain – 10:14

## Stil
Anekdoten spielen auf Vemod von King Crimson beeinflussten Retro-Prog mit Mellotron, kräftigem Bass und oft dissonanten Gitarren. Auch Ähnlichkeiten zu Änglagårds Hybris sind erkennbar. Gelegentlich werden Klavier, Flügelhorn, Kornett und Cello eingesetzt. Es finden sich ruhige und rockige Passagen. Sowohl Liljeström als auch Dahlberg kommen als Sänger zum Einsatz. Der Titel des Albums ist programmatisch, denn die Stimmung ist meist düster und melancholisch.

## Rezeption
Das Album wurde meist positiv aufgenommen und unterstrich die Rolle Schwedens als ein wichtiges Zentrum des in den frühen 1990er Jahren aufkommenden Retro-Prog. Rachel Worksop vom Magazin Wondrous Stories kritisiert Vemod zwar als überwiegend langweilig und schlecht produziert. Udo Gerhards von den Babyblauen Seiten lobt jedoch die Spielfreude und Dynamik des Albums und Paul Collins von Allmusic  findet es fesselnd und vielversprechend. Das eclipsed-Magazin nahm Vemod in seine Liste der 150 wichtigsten Prog-Alben auf.